# Hokej na travi na Panameričkim igrama
Hokej na travi na Panameričkim igrama se održava od 1967. godine. Najuspješniji su bile momčadi Argentine i Kanade, a argentinska djevojčad je bila prevladavala na ženskim turnirima.
Otkako se uvelo ovaj šport na Panameričke igre 1967., Argentina i Kanada su vladale muškim natjecanjima.
Rezultati ostvareni na Panameričkim igrama su ujedno i izlučno natjecanje za Olimpijske igre koje se održavaju godinu poslije Panameričkih igara. Pobjednik automatski izbara jedno mjesto.
Ženski hokej na travi se prvi put uvelo na Panameričkim igrama 1987. Na ženskom su turniru prevladavale Argentinke od samih početaka. Od 1999. su Panameričke igre ujedno i izlučni turnir za Olimpijske igre.

## Muška natjecanja

### Sažetci
| 1967. | Winnipeg, Kanada                      | Argentina | 5:0                    | Trinidad i Tobago | SAD     | 1:0 | Kanada            |
| 1971. | Cali, Kolumbija                       | Argentina |                        | Meksiko           | Kanada  | 1:0 | Čile              |
| 1975. | Ciudad Mexico, Meksiko                | Argentina | 1:0                    | Kanada            | Meksiko | 2:0 | Jamajka           |
| 1979. | San Juan, Puerto Rico                 | Argentina |                        | Kanada            | Meksiko |     | Kuba              |
| 1983. | Caracas, Venezuela                    | Kanada    | 3:1                    | Argentina         | Čile    | 1:0 | SAD               |
| 1987. | Indianapolis, SAD                     | Kanada    |                        | Argentina         | SAD     | 3:2 | Čile              |
| 1991. | Havana, Kuba                          | Argentina |                        | Kanada            | SAD     | 7:1 | Barbados          |
| 1995. | Mar del Plata, Argentina              | Argentina | 1:0                    | Kanada            | SAD     | 3:2 | Kuba              |
| 1999. | Winnipeg, Kanada                      | Kanada    | 1:0                    | Argentina         | Kuba    | 6:0 | Čile              |
| 2003. | Santo Domingo, Dominikanska Republika | Argentina | 1:0                    | Kanada            | Kuba    | 6:2 | Čile              |
| 2007. | Rio de Janeiro, Brazil                | Kanada    | 2:2 (5:4) raspucavanje | Argentina         | Čile    | 5:3 | Trinidad i Tobago |
| 2011. | Guadalajara, Meksiko                  | Argentina | 3:1                    | Kanada            | Čile    | 4:3 | Kuba              |

### Vječna ljestvica
| Momčad            | Zlato                                                       | Srebro                                       | Bronca                          |
| ----------------- | ----------------------------------------------------------- | -------------------------------------------- | ------------------------------- |
| Argentina         | 8 (1967., 1971., 1975., 1979., 1991., 1995.*, 2003., 2011.) | 4 (1983., 1987., 1999., 2007.)               |                                 |
| Kanada            | 4 (1983., 1987., 1999.*, 2007.)                             | 6 (1975., 1979., 1991., 1995., 2003., 2011.) | 1 (1971.)                       |
| Meksiko           |                                                             | 1 (1971.)                                    | 2 (1975.*, 1979.)               |
| Trinidad i Tobago |                                                             | 1 (1967.)                                    |                                 |
| SAD               |                                                             |                                              | 4 (1967., 1987.*, 1991., 1995.) |
| Čile              |                                                             |                                              | 3 (1983., 2007., 2011.)         |
| Kuba              |                                                             |                                              | 2 (1999., 2003.)                |

## Ženska natjecanja

### Sažetak
| 1987. | Indianapolis, SAD                     | Argentina | 3:2 | SAD       | Kanada      |                        | Trinidad i Tobago |
| 1991. | Havana, Kuba                          | Argentina |     | Kanada    | SAD         | 7:0                    | Meksiko           |
| 1995. | Mar del Plata, Argentina              | Argentina | 3:2 | SAD       | Kanada      | 4:0                    | Kuba              |
| 1999. | Winnipeg, Kanada                      | Argentina | 5:2 | SAD       | Kanada      | 2:0                    | Trinidad i Tobago |
| 2003. | Santo Domingo, Dominikanska Republika | Argentina | 3:1 | SAD       | Urugvaj     | 2:2 (5:4) raspucavanje | Čile              |
| 2007. | Rio de Janeiro, Brazil                | Argentina | 4:2 | SAD       | Niz. Antili | 2:1                    | Čile              |
| 2011. | Guadalajara, Meksiko                  | SAD       | 4:2 | Argentina | Čile        | 3:0                    | Kanada            |

### Vječna ljestvica
| Djevojčad   | Zlato                                         | Srebro                                 | Bronca                   |
| ----------- | --------------------------------------------- | -------------------------------------- | ------------------------ |
| Argentina   | 6 (1987., 1991., 1995.*, 1999., 2003., 2007.) | 1 (2011.)                              |                          |
| SAD         | 1 (2011.)                                     | 5 (1987.*, 1995., 1999., 2003., 2007.) | 1 (1991.)                |
| Kanada      |                                               | 1 (1991.)                              | 3 (1987., 1995., 1999.*) |
| Niz. Antili |                                               |                                        | 1 (2007.)                |
| Urugvaj     |                                               |                                        | 1 (2003.)                |
| Čile        |                                               |                                        | 1 (2011.)                |

## Vanjske poveznice
- Panameričke igre  Arhivirana inačica izvorne stranice od 30. kolovoza 2011. (Wayback Machine) Konačni poredci